# Напьер, Алекс
Алекс Напьер (англ. Alex Napier — Нэ́йпиер; 18 октября 1947, Глазго — 19 января 2023) — британский барабанщик. Известен как первый барабанщик Uriah Heep.

## Биография
Родился в 1947 году в Глазго. В начале 1969 года присоединился к группе Spice, после того, как прочитал в музыкальной газете объявление, которое разместили музыканты.
Весной 1969 года, когда Spice выступали в клубе «The Blues Lof» в Хай Уайкомбе, их заметил менеджер Джерри Брон и предложил свои услуги для выпуска пластинки. В июле, сентябре и декабре 1969 года группа записывалась в лондонских Lansdowne Studios. Эти ранние композиции с участием Алекса Напьера можно услышать на сборнике «The Lansdowne Tapes», вышедшем в 1993 году. В тот период Кена Хенсли с ними ещё не было, и с группой записывался приглашённый клавишник Колин Вуд. Композиции с участием Вуда, «Come Away Melinda» и «Wake Up (Set Your Sights)», потом вошли в дебютный альбом Uriah Heep «Very ’eavy… Very ’umble».
С приходом Кена Хенсли Алекс Напьер записал ещё четыре трека: «Gypsy», «Walking In Your Shadow», «Real Turned On» и «I’ll Keep On Trying», вошедшие в дебютный альбом, после чего Напьера уволили. Причиной тому был его тяжёлый характер; Алекс был драчуном, особенно когда выпивал. Как вспоминал первый бас-гитарист группы Пол Ньютон: «С Алексом было очень трудно. Если на репетиции кто-нибудь говорил, что Алекс неважно играет, то старался это говорить как можно мягче, ибо в противном случае барабанщик отвечал, мол, „пойдём, выйдем, разберёмся, кто тут плохо играет!“».
В дальнейшем музыкальная карьера Алекса Напьера не сложилась. Некоторое время он играл в группе Prism, затем у него был собственный коллектив Alex Napier Band (The Party), записавший два сольных демо в 1980—1981 годах, после чего он бросил музыку. Впоследствии работал мебельщиком в одном из лондонских отелей.
Умер 19 января 2023 года.

## Дискография
Uriah Heep
- 1970 — Very ’eavy… Very ’umble
- 1994 — The Lansdowne Tapes (также содержит материал группы Spice)
- 2001 — 20th Century Masters — The Millennium Collection: The Best of Uriah Heep Uriah Heep
- 2002 — The Boxed Miniatures Uriah Heep Drums
- 2005 — Inside Uriah Heep: The Hensley Years 1970—1976 Uriah Heep Group Member
- 2005 — Chapter & Verse: The Uriah Heep Story (35th Anniversary Collection)
- 2010 — On The Rebound: A Very 'Eavy 40th Anniversary Collection Uriah Heep Drums